# Kukavice
Kúkavice ali kúkavičarji (znanstveno ime Cuculidae) so družina ptic, ki jo po sodobni klasifikaciji uvrščamo v samostojen red Cuculiformes.
Na Slovenskem sta prisotni dve vrsti kukavic, (navadna) kukavica (Cuculus canorus) in čopasta kukavica (Clamator glandarius), gnezdi pa le navadna, ki je tu splošno razširjena.

## Opis
Večinoma so vitki ptiči srednje velikosti. Večina vrst prebiva v drevesih, niso pa redke tudi talne vrste. Kot red so razširjeni po vsem svetu, z največjo vrstno pestrostjo v tropih. Prehranjujejo se z žuželkami in njihovimi ličinkami, pa tudi s sadjem.

## Razmnoževanje
Nekatere med njimi ne valijo svojih jajc, ampak so podtikovalke in prepustijo skrb za zarod drugim valečim pticam. Gre za vrsto kleptoparazitizma. Samica oprezuje blizu primernega gnezda in čaka najmanjšo priložnost, da lahko neopaženo znese jajce v tuje gnezdo in hitro odleti. »Krušni starši« potem zvalijo in vzredijo kukavičje mladiče, ki navadno izrinejo iz gnezda druga jajca in mladiče. 

## Taksonomija in sistematika
Družina kukavic (Cuculidae) vsebuje 150 vrst, ki so razdeljene v 33 rodov. Družina vsebuje tudi dve vrsti , ki sta izumrli v prazgodovini: polžjejeda coua iz Madagaskarja in kukavica Svete Helene, ki je umeščena v svoj rod Nannococcyx.
- Poddružina Crotophaginae – New World group-living cuckoos
  - Rod Guira – guira cuckoo
  - Rod Crotophaga – pravi aniji (3 vrste)
- Poddružina Neomorphinae – talne kukavice Novega sveta
  - Rod Tapera – progasta kukavica
  - Rod Dromococcyx (2 vrsti)
  - Rod Morococcyx – mala talna kukavica
  - Rod Geococcyx – roadrunners (2 vrsti)
  - Rod Neomorphus – neotropska talna kukavica (5 vrst)
- Poddružina Centropodinae – coucals
  - Rod Centropus – (29 vrst)
- Poddružina Couinae – malagaške in jugovzhodne Azijske talne kukavice
  - Rod Carpococcyx – azijska talna kukavica (3 vrste)
  - Rod Coua – couas (9 živečih vrst, 1 nedavno izumrla)
- Poddružina Cuculinae
  - Rod Rhinortha – Raflova malkoha
  - Pleme Phaenicophaeini
  - Rod Ceuthmochares – rumenokljuni (2 vrsti)
  - Rod Taccocua – sirkeerjeva malkoha
  - Rod Zanclostomus – rdečekluna malkoha
  - Rod Phaenicophaeus – prave malkohe (6 vrst)
  - Rod Dasylophus – (2 vrsti)
  - Rod Rhamphococcyx – rumenokljuna malkoha
  - Rod Clamator – (4 vrste)
  - Rod Coccycua – prej v Coccyzus in Piaya, vključuje Micrococcyx (3 vrste)
  - Rod Piaya – (2 vrsti)
  - Rod Coccyzus – vključuje Saurothera in Hyetornis (13 vrst)
  - Pleme Cuculini – parazitske kukavice starega sveta
  - Rod Pachycoccyx – debelokljuna kukavica
  - Rod Microdynamis – pritlikavi koel
  - Rod Eudynamys – pravi koeli (3 vrste)
  - Rod Scythrops – kanalastokljuna kukavica
  - Rod Urodynamis – pacifiška dolgorepa kukavica
  - Rod Chrysococcyx – bronaste kukavice (13 vrst)
  - Rod Cacomantis – (10 vrst)
  - Rod Surniculus – drongo kukavice (4 vrste)
  - Rod Cercococcyx – dolgorepe kukavice (4 vrste)
  - Rod Hierococcyx – jastrebove kukavice (8 vrst)
  - Rod Cuculus – prave kukavice (11 vrst)
  - † Rod Nannococcyx – kukavica Svete Helene (izumrla)
- Fosili
  - Rod Dynamopterus (fosil: pozni eocen/zgodnji oligocen v Caylus, Tarn-et-Garonne, Francija)
  - Rod Cursoricoccyx (fossil: zgodnji  miocen v Logan County, ZDA) – Neomorphinae?
  - Cuculidae gen. et sp. indet. (fosil: zgodnji pliocen v Lee Creek Mine, ZDA)[5]
  - Rod Neococcyx (fosil: zgodnji oligocen v osrednji Severni Amreiki)
  - Rod Eocuculus (fosil: pozni eocen v Teller County, ZDA)[6]